# Българска работническа социалдемократическа партия
Българската работническа социалдемократическа партия (БРСДП) е лява политическа партия. Тя е създадена през 1894 г. след обединението на Българската социалдемократическа партия на Димитър Благоев и Българския социалдемократически съюз, начело с Янко Сакъзов. Дотогава двете организации съществуват независимо една от друга и изповядват различни възгледи за развитието на социалистическото движение в България.

## История
На изборите за VIII обикновено народно събрание през 1894 г. за пръв път са избрани двама народни представители от БРСДП – Янко Сакъзов и Никола Габровски.
През следващите години теоретичните спорове и личните противоречия в партията продължават, като двете крила имат собствени издания – „Работнически вестник“ и „Ново време“ на групата на Благоев и „Социалист“, „Народ“ и „Общо дело“ на групата на Сакъзов.
Повод за окончателното разцепление на партията става инцидент в края на 1902 година. Във връзка с реч по външнополитически въпроси на френския социалист Жан Жорес, парламентарната група на БРСДП му изпраща поздравителна телеграма, търсеща съдействието му за освобождението на Македония. Това предизвиква острите критики на Благоев и на 22 март 1903 г. той обявява отделянето си от партията. Така се стига до създаването на две нови партии – БРСДП (тесни социалисти), начело с Димитър Благоев и БРСДП (широки социалисти) начело с Янко Сакъзов.

## Видни дейци
- Аврам Гачев (1871 – 1941)
- Григор Чешмеджиев (1879 – 1945)
- Димитър Благоев (1856 – 1924)
- Коста Лулчев (1882 – 1965)
- Янко Сакъзов (1860 – 1941)

## Участия в избори

### Парламентарни
| година | избори           | гласове | %    | резултат |
| ------ | ---------------- | ------- | ---- | -------- |
| 1894   | Народно събрание | –       | –    | 2 / 167  |
| 1896   | Народно събрание | N/A     | N/A  | N/A      |
| 1899   | Народно събрание | 12 100  | 3,5% | 4 / 169  |
| 1901   | Народно събрание | 14 680  | 5,0% | 2 / 164  |
| 1902   | Народно събрание | 19 250  | 4,8% | 7 / 189  |